# Bolesław Dębiński
Bolesław Sylwester Dębiński, także Dembiński, pseud. Józef Drut (ur. 1868 w Siedlcach, zm. 15 kwietnia 1921 w Warszawie) – polski lekarz, przyrodnik, działacz społeczny.

## Życiorys
Pochodził z rodziny szlacheckiej, jego rodzicami byli Piotr Dębiński i Lucyna z Wojewódzkich. Ukończył studia przyrodnicze na uniwersytecie w Petersburgu oraz medyczne na Uniwersytecie Warszawskim. Tytuł doktora medycyny uzyskał w 1899 r. na uniwersytecie w Paryżu, zaś docenta medycyny wewnętrznej w 1918 r. na Uniwersytecie Jagiellońskim. W latach 1899–1903 pracował jako asystent w Zakładzie Anatomii Patologicznej Pasteura w Paryżu, od 1903 r. był asystentem Oddziału Wewnętrznego Szpitala Saint Quentin, a od 1906 r. asystentem katedry Anatomii Patologicznej na Uniwersytecie Warszawskim. W latach 1906–1914 był asystentem, w latach 1914–1915 ordynatorem Oddziału Wewnętrznego Szpitala św. Ducha w Warszawie, a w latach 1916–1920 ordynatorem Oddziału Wewnętrznego Szpitala Przemienienia Pańskiego w Warszawie. 
Pozostawił znaczny dorobek naukowy w dziedzinie diagnostyki, terapii i profilaktyki gruźlicy (m.in. podręcznik Diagnostyka gruźlicy). Stworzył własną metodę rozróżniania gruźlicy na czynną i nieczynną poprzez stosowanie odczynników tuberkulinowych.
Od 1906 był członkiem Towarzystwa Lekarskiego Warszawskiego, współwłaścicielem "Gazety Lekarskiej"; w 1917 został członkiem rzeczywistym Towarzystwa Naukowego Warszawskiego.
Społecznik, działacz polskich organizacji konspiracyjnych ruchu robotniczego, założył w 1889 r. kółko rolnicze Bolkowicza. Organizował kasy oporu i kasy strajkowe, za co został w 1891 r. aresztowany i uwięziony w Cytadeli Warszawskiej. W lutym 1892 został zwolniony za kaucją i wyjechał na studia do Paryża; zaocznie został skazany na 3 miesiące więzienia, potem wyrok zmieniono na rok nadzoru policyjnego.